# Xylocrius
Xylocrius is een kevergeslacht uit de familie van de boktorren (Cerambycidae). De wetenschappelijke naam van het geslacht werd voor het eerst geldig gepubliceerd in 1873 door LeConte.

## Soorten
Xylocrius omvat de volgende soorten:
- Xylocrius agassizii (LeConte, 1861)
- Xylocrius cribratus LeConte, 1873